# Café-marrom
Ramosmania rodriguesi (ou café-marrom) é uma magnoliophyta da família Rubiaceae, endémica em Maurícia e está ameaçada por perda de hábitat.